# Conny Palme
Conny Palme (* 2. September 1919 als Konrad Palme in Steinschönau, Tschechoslowakei; † 18. Mai 2004 in Hünfelden) war ein deutscher Schauspieler und Theaterregisseur.

## Leben und Wirken
Der aus Nordböhmen stammende Sudetendeutsche erhielt Ende der 30er Jahre eine Schauspielausbildung in Prag und Mannheim, wurde aber rasch nach Ausbruch des Zweiten Weltkriegs in die Wehrmacht eingezogen. Obwohl in Uniform, gehörte er die gesamte Kriegsdauer dem Ensemble des Troppauer Stadttheaters an. Nach Krieg und Vertreibung ließ sich Palme in Cuxhaven nieder, wo er die gesamten 50er Jahre bis in das folgende Jahrzehnt hinein als Schauspieler und Regisseur an dem von Wolf von Gersum geleiteten Schauspiel tätig war.
Seit den frühen 60er Jahren begann das Fernsehen an Bedeutung in Palmes Leben zu gewinnen. Palme spielte die gesamte Palette an Nebenrollen: vom Minister über den Offizier bis zum Kapitän, Polizisten und Kranführer. Palme hat auch für den Rundfunk gearbeitet und war als Synchronsprecher tätig. Konrad „Conny“ Palme hatte gleich nach dem Krieg auch als Conférencier gearbeitet. Er war verheiratet und hatte zwei Töchter.

## Filmografie
- 1961: Stahlnetz: In der Nacht zum Dienstag ...
- 1964: Abenteuerliche Geschichten (Fernsehreihe, zwei Folgen)
- 1965: Ein Tag – Bericht aus einem deutschen Konzentrationslager 1939
- 1966: Hafenpolizei (3. Staffel, Folge 8: Taschendiebe (UA: 21. Februar 1966))
- 1966: Die Ermittlung
- 1966: Im Jahre Neun
- 1966: Drei Tage bis Mitternacht
- 1966: Begründung eines Urteils
- 1967: Polizeifunk ruft (eine Folge)
- 1967: Die Verfolgung und Ermordung Jean Paul Marats
- 1967: Hafenkrankenhaus (eine Folge)
- 1968: Mord in Frankfurt
- 1968: Der Richter von Zalamea
- 1968: Novemberverbrecher
- 1969: Damenquartett
- 1969: Neu-Böseckendorf
- 1969: Goldene Städte
- 1969: Gnade für Timothy Evans
- 1969: Ein Jahr ohne Sonntag
- 1970: Gedenktag
- 1970: Die Barrikade
- 1970: Die Journalistin (eine Folge)
- 1971: Die Anarchisten
- 1971: Recht oder Unrecht – Der Fall Hetzel (zwei Teile)
- 1971: Iwanow
- 1972: Florian
- 1973: Hamburg Transit (eine Folge)
- 1973: Tatort – Stuttgarter Blüten
- 1974: Das Blaue Palais
- 1979: Tatort – Ein Schuß zuviel
- 1979: Tödlicher Ausgang
- 1979: Die Magermilchbande